# 佐賀市健康運動センター

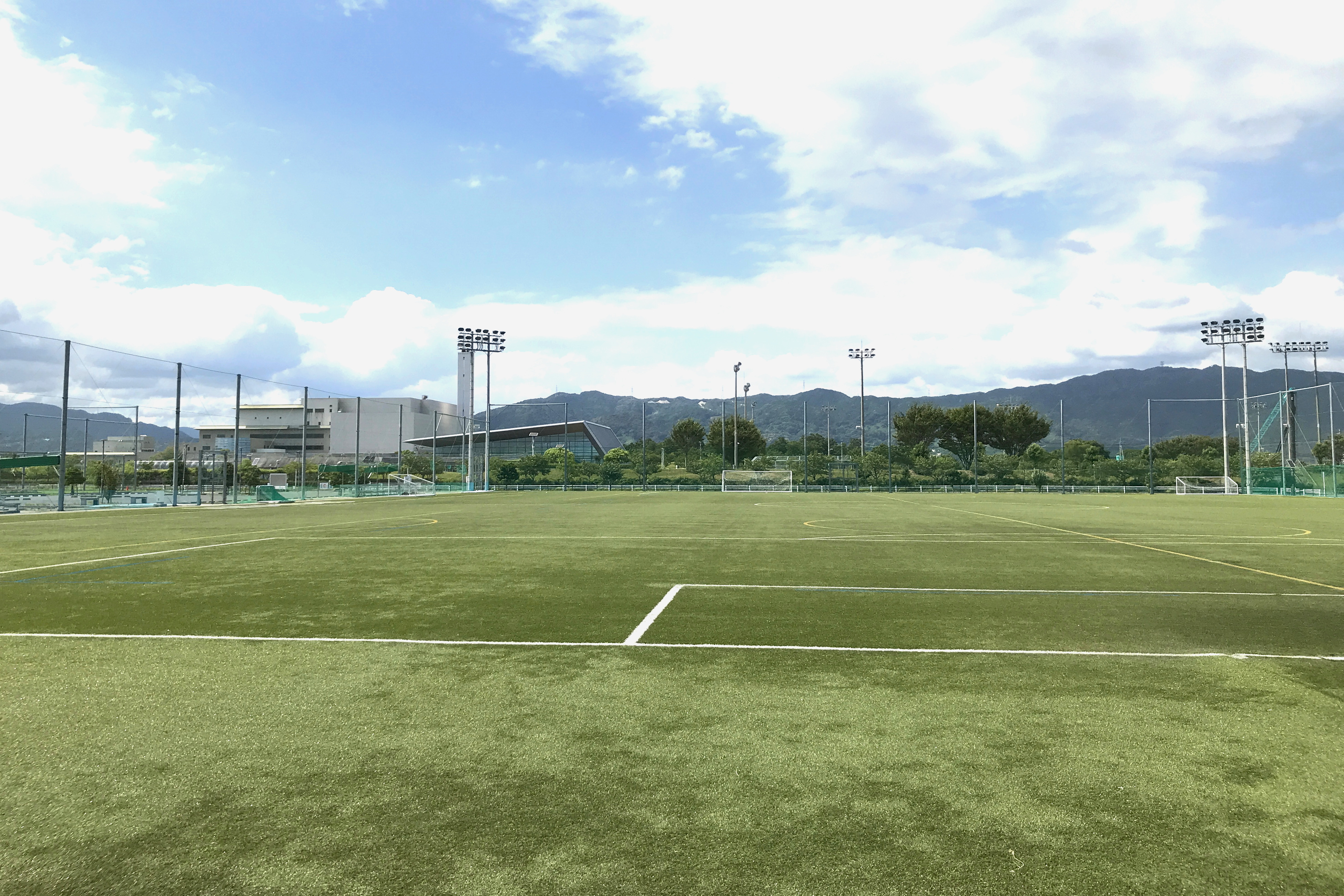
サッカー・ラグビー場

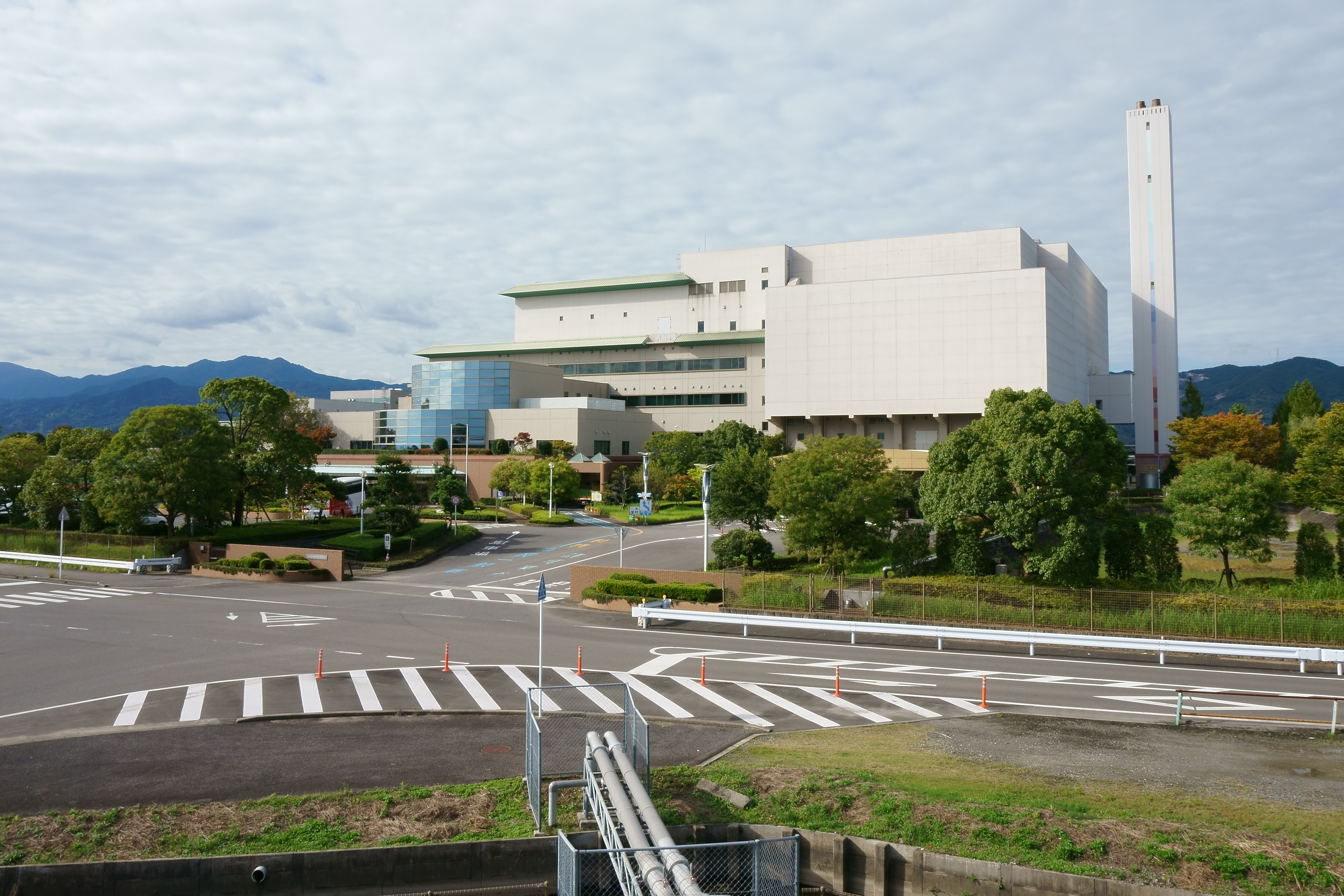
プールの温水の供給を受ける、隣接する佐賀市清掃工場

佐賀市健康運動センター（さがしけんこううんどうせんたー）は佐賀県佐賀市高木瀬町にあるスポーツ複合施設。佐賀市が整備し、サガン・ドリームス（Jリーグ・サガン鳥栖の運営会社）、健康科学研究所、古賀商事の3者で構成される「サガン・ドリームス/健康科学研究所/古賀商事 グループ」が指定管理者として運営管理を行っている（後述）。

## 概要
運動を中心とした活動や交流を通して、市民がいきいきと暮らせる社会の実現を目指し、誰もが利用できる「健康づくり」を支援する拠点施設として整備された施設で、佐賀市の条例上も「スポーツ施設」ではなく「社会福祉施設」の一つとして位置づけられている。佐賀市清掃工場・佐賀市エコプラザに隣接し、清掃工場の余熱を利用することを前提に整備されており、温水プールなどに活用されている。また、清掃工場建設時の建設発生土を活用することで、建築と外構を一体化させ建築自身も公園の一部として整備されている。
2014年には人工芝と天然芝の合計2面によるサッカー・ラグビー場が完成した。整備に当たって日本スポーツ振興センターのスポーツ振興くじ助成を受けて整備を行っている。サガン鳥栖が隣接地にU-18チームの為の「ユース寮」を整備しており、サッカー・ラグビー場を拠点に活動を行っている。
サッカー・ラグビー場開場以降、サガン・ドリームス、健康科学研究所、古賀商事の3者で構成される共同企業体が指定管理者として運営に当たっていた。2019年の更新時にあたり、指定管理者グループがサガスポーツクラブ（Bリーグ・佐賀バルーナーズの運営会社）を加えた4者で指定管理者に応募し、4者グループに委託する議案を佐賀市議会に提出したが、市議会が「サガスポーツクラブの財務基盤が脆弱で、市のチェック態勢も不十分」として議案を否決。市が改めて公募したところ、サガスポーツクラブを除いた3者グループ（すなわち2018年までの指定管理者グループ）が唯一応募し、引き続き指定管理者として携わっている。

## 施設概要
屋内施設
- 温水プール（メインプール（25m×7レーン）、可動床流水プール、こども用プール、ジャグジー）
  - プール付属施設（男女・多目的更衣室、男女浴場、シャワー）

- その他の施設（スタジオ、トレーニングルーム、多目的室、交流ロビー、休憩室、授乳室、男女トイレ・多目的トイレ、テラス、光庭、救護室、管理室）

屋外施設
- 多目的グラウンド（ソフトボール4面、野球2面、サッカー2面）
- サッカー・ラグビー場（サッカー1面・ラグビー1面・ジュニアサッカー2面・グラウンドゴルフなど、人工芝1面（夜間照明施設あり）、天然芝1面、観客席（各160席）、管理棟（ロッカー付きミーティング室4室、シャワー、トイレ）、屋外トイレ）
- クリーク広場
- ウォーキングコース（ロングコース約1000m、ショートコース約600m）